# Louise de Rohan
Louise Gabrielle Julie de Rohan-Soubise (Parigi, 11 agosto 1704 – Chevilly, 20 agosto 1780) è stata una nobile francese duchessa di Montbazon e principessa di Guéméné per matrimonio.

## Biografia

### Infanzia

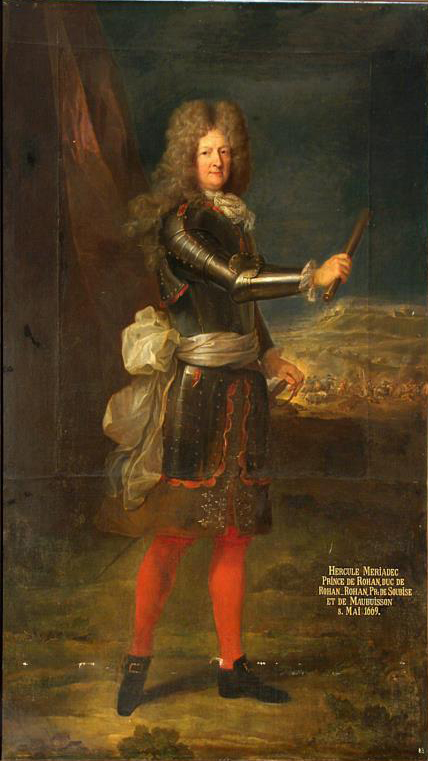
Ritratto di Hercule Mériadec de Rohan-Soubise conservato nel Castello di Sychrov

Nata a Parigi da Hercule Mériadec de Rohan e da sua moglie Anne Geneviève de Lévis, in quanto membro del Casato di Rohan, era designata con l'appellativo di Sua Altezza. Sua madre era l'unica figlia di Madame de Ventadour.
I suoi fratelli includevano Louise Françoise, duchessa di La Meilleraye (sposò un nipote di Ortensia Mancini e antenata dell'attuale Principe di Monaco), Jules, principe di Soubise, Marie Isabelle, duchessa di Tallard, governante dei figli di Francia. Suo zio fu il Vescovo di Strasburgo, presunto figlio di Luigi XIV.
Fu battezzata con i nomi di Louise Gabrielle Julie il 13 agosto. Fu nota come Louise de Rohan.

### Matrimonio

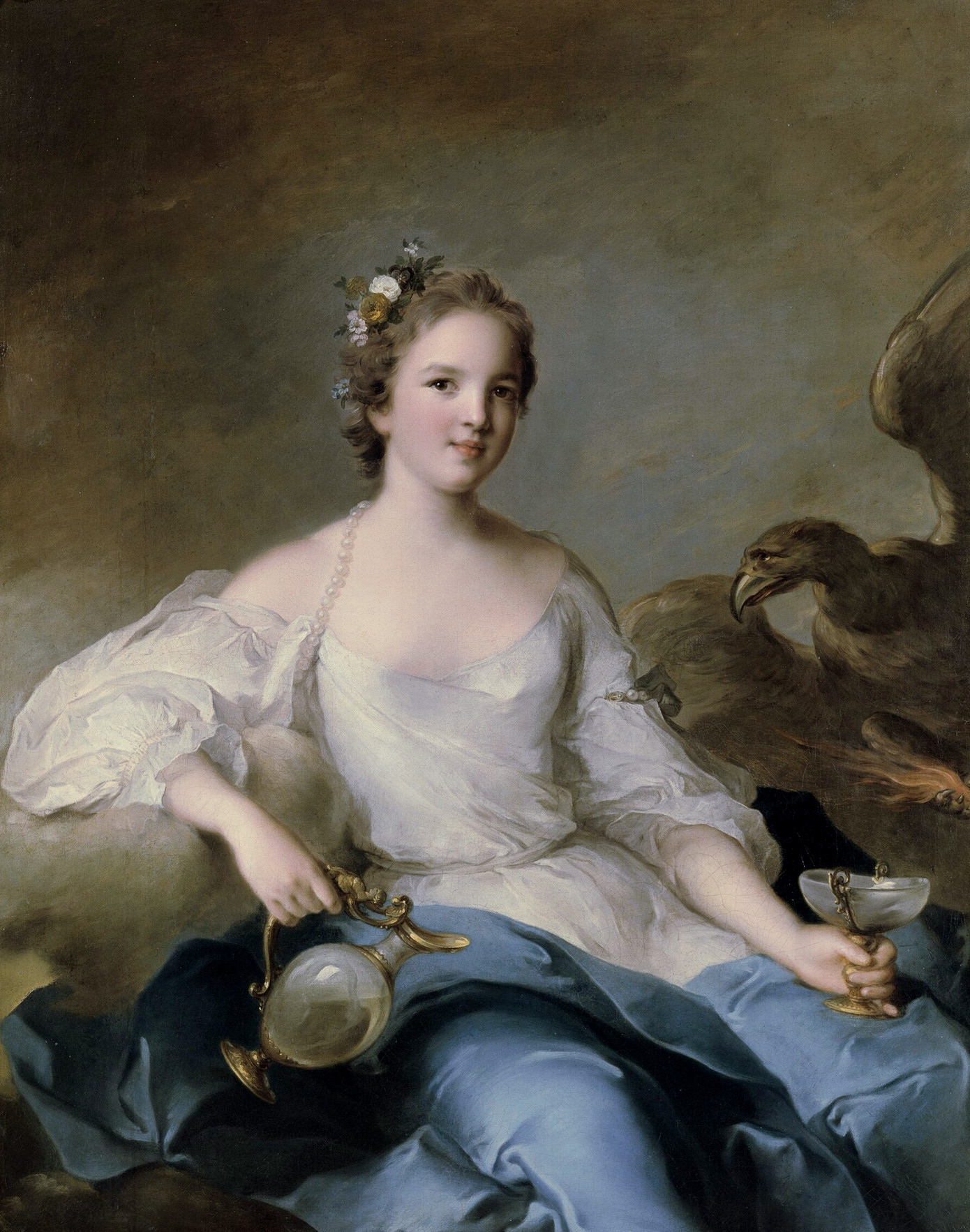
La figlia maggiore di Louise, Charlotte Louise ritratta da Nattier, 1738

Fidanzata a suo cugino Hercule Mériadec de Rohan, figlio ed erede di Charles III, Principe di Guéméné e Charlotte Élisabeth de Cochefilet. Si sposarono il 4 agosto 1718 nell'Abbazia di Notre-Dame de Jouarre dove sua sorella maggiore Charlotte Armande era Badessa.
Louise presentò sua figlia, Charlotte Louise, a Luigi XV e alla regina, Maria Leszczyńska il 26 ottobre 1737 a Fontainebleau. Due giorni dopo Charlotte Louise sposò il principe di Masserano Vittorio Filippo Ferrero-Fieschi, ambasciatore spagnolo a Londra.

### Morte
Morì a Chevilly il 20 agosto 1780.
Possedé il Manoir de Launay che acquistò nel 1747.

## Discendenza
Louise de Rohan e Hercule Mériadec de Rohan-Guéméné ebbero:
- Charlotte Louise de Rohan[3] (12 marzo 1722 – 3 ottobre 1786) sposò Vittorio Filippo Ferrero-Fieschi (della Famiglia Fieschi), principe di Masserano ed ebbe figli;
- Généviève Armande Elisabeth de Rohan, Badessa di Marquette (18 novembre 1724 – 1766) nubile;
- Jules Hercule Meriadec de Rohan, principe di Guéméné (25 marzo 1726 – 10 dicembre 1788) sposò Marie Louise de La Tour d'Auvergne (figlia di Charles Godefroy de La Tour d'Auvergne e Maria Carolina Sobieska) ed ebbe figli;
- Marie Louise de Rohan (1728 – 31 maggio 1737) morì nell'infanzia;
- Louis Armand Constantin de Rohan, principe de Montbazon (18 aprile 1731 – 24 luglio 1794) sposò Gabrielle Rosalie Le Tonnelier de Breteuil, figlia di François Victor Le Tonnelier de Breteuil, senza figli; Louis Armand fu ghigliottinato durante la rivoluzione;
- Louis René Édouard de Rohan, cardinale de Rohan (25 settembre 1734 – 16 febbraio 1803), arcivescovo di Strasburgo;
- Ferdinand Maximilien Mériadec de Rohan, arcivescovo di Cambrai (7 novembre 1738 – 30 ottobre 1813) ebbe dei figli illegittimi da Charlotte Stuart, duchessa di Albany, figlia di Carlo Edoardo Stuart e Clementina Walkinshaw;

## Ascendenza
|                                                |                                     |                                                        | Genitori                                        |  |  | Nonni |  |  | Bisnonni                              |  |  | Trisnonni                              |  |
|                                                |                                     |                                                        |                                                 |  |  |       |  |  | Hercule de Rohan, principe di Guéméné |  |  | Louis VI de Rohan, principe di Guéméné |  |
|                                                |                                     |                                                        |                                                 |  |  |       |  |  | Hercule de Rohan, principe di Guéméné |  |  | Louis VI de Rohan, principe di Guéméné |  |
|                                                |                                     | Eléonore de Rohan-Gié, contessa di Rochefort           |                                                 |  |  |       |  |  | Hercule de Rohan, principe di Guéméné |  |  |                                        |  |
| François de Rohan, principe di Soubise         |                                     |                                                        |                                                 |  |  |       |  |  | Hercule de Rohan, principe di Guéméné |  |  |                                        |  |
|                                                |                                     | Marie d'Avaugour                                       | Claude I d'Avaugour, conte di Vertus            |  |  |       |  |  |                                       |  |  |                                        |  |
|                                                |                                     | Marie d'Avaugour                                       | Claude I d'Avaugour, conte di Vertus            |  |  |       |  |  |                                       |  |  |                                        |  |
|                                                |                                     | Marie d'Avaugour                                       | Catherine Fouquet de La Varenne                 |  |  |       |  |  |                                       |  |  |                                        |  |
| Hercule Mériadec de Rohan, principe di Soubise |                                     | Marie d'Avaugour                                       |                                                 |  |  |       |  |  |                                       |  |  |                                        |  |
|                                                |                                     | Henri de Chabot, signore di Saint-Aulaye               | Charles Chabot, signore di Saint-Gelais         |  |  |       |  |  |                                       |  |  |                                        |  |
|                                                |                                     | Henri de Chabot, signore di Saint-Aulaye               | Charles Chabot, signore di Saint-Gelais         |  |  |       |  |  |                                       |  |  |                                        |  |
|                                                |                                     | Henri de Chabot, signore di Saint-Aulaye               | Henriette de Lur-Saluces                        |  |  |       |  |  |                                       |  |  |                                        |  |
| Anne de Rohan-Chabot                           |                                     | Henri de Chabot, signore di Saint-Aulaye               |                                                 |  |  |       |  |  |                                       |  |  |                                        |  |
|                                                |                                     | Marguerite, duchessa di Rohan                          | Henri II, duca di Rohan                         |  |  |       |  |  |                                       |  |  |                                        |  |
|                                                |                                     | Marguerite, duchessa di Rohan                          | Henri II, duca di Rohan                         |  |  |       |  |  |                                       |  |  |                                        |  |
|                                                |                                     | Marguerite, duchessa di Rohan                          | Marguerite de Béthune                           |  |  |       |  |  |                                       |  |  |                                        |  |
| Louise de Rohan                                |                                     | Marguerite, duchessa di Rohan                          |                                                 |  |  |       |  |  |                                       |  |  |                                        |  |
|                                                | Charles de Lévis, duca di Ventadour | Anne de Lévis, duca di Ventadour                       |                                                 |  |  |       |  |  |                                       |  |  |                                        |  |
|                                                | Charles de Lévis, duca di Ventadour | Anne de Lévis, duca di Ventadour                       |                                                 |  |  |       |  |  |                                       |  |  |                                        |  |
|                                                | Charles de Lévis, duca di Ventadour | Marguerite de Montmorency, signora di Lers e Gourville |                                                 |  |  |       |  |  |                                       |  |  |                                        |  |
| Louis Charles de Lévis, duca di Ventadour      | Charles de Lévis, duca di Ventadour |                                                        |                                                 |  |  |       |  |  |                                       |  |  |                                        |  |
|                                                |                                     | Marie de La Guiche                                     | Jean François de La Guiche, conte di La Palisse |  |  |       |  |  |                                       |  |  |                                        |  |
|                                                |                                     | Marie de La Guiche                                     | Jean François de La Guiche, conte di La Palisse |  |  |       |  |  |                                       |  |  |                                        |  |
|                                                |                                     | Marie de La Guiche                                     | Suzanne aux Epaules                             |  |  |       |  |  |                                       |  |  |                                        |  |
| Anne Geneviève de Lévis                        |                                     | Marie de La Guiche                                     |                                                 |  |  |       |  |  |                                       |  |  |                                        |  |
|                                                |                                     | Philippe de La Mothe-Houdancourt, duca di Cardonne     | Philippe de La Mothe, signore d'Houdancourt     |  |  |       |  |  |                                       |  |  |                                        |  |
|                                                |                                     | Philippe de La Mothe-Houdancourt, duca di Cardonne     | Philippe de La Mothe, signore d'Houdancourt     |  |  |       |  |  |                                       |  |  |                                        |  |
|                                                |                                     | Philippe de La Mothe-Houdancourt, duca di Cardonne     | Louise Charles du Plessis-Picquet               |  |  |       |  |  |                                       |  |  |                                        |  |
| Charlotte Eleonore de La Mothe-Houdancourt     |                                     | Philippe de La Mothe-Houdancourt, duca di Cardonne     |                                                 |  |  |       |  |  |                                       |  |  |                                        |  |
|                                                |                                     | Louise de Prie                                         | Louis de Prie                                   |  |  |       |  |  |                                       |  |  |                                        |  |
|                                                |                                     | Louise de Prie                                         | Louis de Prie                                   |  |  |       |  |  |                                       |  |  |                                        |  |
|                                                |                                     | Louise de Prie                                         | Françoise de Saint Gelais                       |  |  |       |  |  |                                       |  |  |                                        |  |
|                                                |                                     | Louise de Prie                                         |                                                 |  |  |       |  |  |                                       |  |  |                                        |  |

## Titoli e trattamento
- 11 agosto 1704 – 4 agosto 1718: Sua Altezza, Louise de Rohan
- 4 agosto 1718 – 12 marzo 1741: Sua Altezza, la Principessa di Guéméné
- 21 dicembre 1757 – 20 agosto 1780: Sua Altezza, la Principessa Vedova di Guéméné